# USS Charles Ausburne (DD-570)
USS Charles Ausburne (DD-570) là một tàu khu trục lớp Fletcher được Hải quân Hoa Kỳ chế tạo trong Chiến tranh Thế giới thứ hai. Nó là chiếc tàu chiến thứ hai của Hải quân Mỹ được đặt theo tên Charles L. Ausburne (1889-1917), một thủy thủ đã phục vụ trong Chiến tranh Thế giới thứ nhất và được truy tặng Huân chương Chữ thập Hải quân. Nó hoạt động cho đến hết Thế Chiến II, được cho xuất biên chế năm 1946, rồi được chuyển cho Cộng hòa Liên bang Đức năm 1960 và hoạt động như là chiếc Zerstörer 6 (D180) cho đến năm 1968. Charles Ausburne được tặng thưởng danh hiệu Đơn vị Tuyên dương Tổng thống cùng mười một Ngôi sao Chiến trận do thành tích phục vụ trong Thế Chiến II.

## Thiết kế và chế tạo
Charles Ausburne được đặt lườn tại xưởng tàu của hãng Consolidated Steel Corporation ở Orange, Texas vào ngày 14 tháng 5 năm 1941. Nó được hạ thủy vào ngày 16 tháng 3 năm 1942; được đỡ đầu bởi bà W. H. Cotten; và nhập biên chế vào ngày 24 tháng 11 năm 1942 dưới quyền chỉ huy của Hạm trưởng, Thiếu tá Hải quân L. K. Reynolds.

## Lịch sử hoạt động
Hoạt động đầu tiên của Charles Ausburne là hộ tống một đoàn tàu vận tải đi từ New York đến Casablanca, Bắc Phi từ ngày 1 tháng 4 đến ngày 8 tháng 5 năm 1943, và quay trở về cùng một đoàn tàu khác. Tại Boston, Massachusetts vào ngày 11 tháng 5, nó gia nhập Hải đội Khu trục 23, và được phân công là soái hạm của Đội khu trục 45.

### Chiến dịch Guadalcanal và quần đảo Solomon
Lên đường đi sang khu vực Mặt trận Thái Bình Dương, Charles Ausburne đi đến Nouméa, New Caledonia vào ngày 28 tháng 6, bắt đầu hoạt động tuần tra và hộ tống suốt mùa Hè để hỗ trợ cho cuộc chinh phục Guadalcanal, bảo vệ cho các đoàn tàu đi đến hòn đảo này và giữa các đảo Efate và Espiritu Santo. Từ ngày 27 tháng 8, nó đặt căn cứ tại nơi nó nằm trong thành phần lực lượng nhằm ngăn chặn các chuyến Tốc hành Tokyo, những chuyến đi ban đêm của các tàu khu trục Nhật Bản để triệt thoái lực lượng từ quần đảo Solomon đến đảo Bougainville và New Britain. Chuyến tuần tra đầu tiên ngược lên “Cái Khe” (eo biển New Georgia) trong đêm 27-28 tháng 8 diễn ra bình yên. Đến ngày 7 tháng 9, nó đụng độ với đối phương lần đầu tiên khi chịu đựng các cuộc không kích. Trong giai đoạn này, nó bảo vệ cho việc di chuyển các tàu vận tải và tàu đổ bộ LST để bố trí lại lực lượng tại khu vực Solomon, cũng như các cuộc thử nghiệm máy bay chiến đấu ban đêm.
Trong đêm 27-28 tháng 9, hỏa lực hải pháo của Charles Ausburne đã đánh chìm hai sà lan tiếp liệu đối phương ngoài khơi Vella Lavella. Sang đầu tháng 10, nó quay trở về Espiritu Santo để nghỉ ngơi và huấn luyện, nơi vào ngày 23 tháng 10, Đại tá Hải quân Arleigh A. Burke, Tư lệnh hải đội khu trục, đặt cờ hiệu của mình trên chiếc Charles Ausburne.
Hoạt động hỗ trợ cho việc chiếm đóng Bougainville bắt đầu vào đêm 31 tháng 10, khi lực lượng đặc nhiệm của nó khởi hành từ Port Purvis để vô hiệu hóa sân bay đối phương tại đảo Buka. Charles Ausburne đã nả pháo xuống các khẩu đội pháo phòng thủ duyên hải đối phương trên đảo này và xuống quần đảo Shortland, nơi lực lượng đi ngang qua trên đường đi tiếp nhiên liệu. Sáng sớm ngày 1 tháng 11, binh lính đổ bộ lên bờ tại vịnh Nữ hoàng Augusta, và tin tức nhận được về một lực lượng bốn tàu tuần dương và sáu tàu khu trục Nhật Bản đang tiến đến từ Rabaul để tấn công các tàu đổ bộ ngoài khơi Bougainville. Ngay lập tức Charles Ausburne và lực lượng của nó tiến lên phía Bắc để đối phó. Đụng độ bắt đầu lúc 02 giờ 27 phút ngày 2 tháng 11, khi đối phương hiện rõ trên màn hình radar của chiếc soái hạm, và nó cùng ba tàu khu trục cùng đội đã tấn công bằng ngư lôi, buộc đối phương phải lẩn tránh. Sau đó họ kết liễu tàu tuần dương Nhật Bản Sendai vốn đã bị hỏa lực tàu tuần dương Hoa Kỳ bắn cháy, rồi di chuyển với tốc độ 32 hải lý trên giờ (59 km/h) để tiếp cận Hatsukaze. Có tàu khu trục Spence (DD-512) cùng tham gia tấn công, Charles Ausburne đánh chìm tàu khu trục đối phương, rồi sau đó trợ giúp cho tàu khu trục Foote (DD-511) bị hư hại do trúng ngư lôi, hộ tống nó quay trở lại vịnh Purvis, kết thúc Trận chiến vịnh Nữ hoàng Augusta.
Trong thời gian còn lại của tháng 11, Charles Ausburne tuần tra và bắn phá bờ biển tại khu vực Bougainville, nhiều lần hộ tống các đợt vận tải tiếp liệu đến hòn đảo này. Các hoạt động bắn phá nhắm vào sân bay của Nhật Bản trên đảo Bonis, cũng như các hoạt động phòng không tại các bãi đổ bộ do lực lượng liên tục bị đối phương không kích. Vào ngày 24 tháng 11, trong khi hải đội đang được tiếp nhiên liệu tại eo biển Harborn, có lệnh xuất phát để ngăn chặn lực lượng Nhật Bản được cho là sẽ đi xuống phía Nam để triệt thoái nhân sự không lực khỏi Buka. Năm tàu khu trục thuộc hải đội lập tức lên đường hướng lên phía Bắc, và lúc 01 giờ 41 phút ngày 25 tháng 11, đối phương bị phát hiện trên màn hình radar khi hải đội tuần tra tại eo biển St. George. Charles Ausburne cùng hai tàu khu trục khác tấn công hai tàu khu trục đối phương bằng ngư lôi, trong khi hai chiếc còn lại hỗ trợ bảo vệ. Các quả ngư lôi đánh trúng đã phá hủy Ōnami, và khiến Makinami vỡ làm đôi.
Trong khi các tàu hỗ trợ kết liễu Makinami, Charles Ausburne và các tàu khác đổi hướng để tấn công ba tàu khu trục vận chuyển lọt vào tầm nhìn. Lúc 02 giờ 15 phút, căn cứ vào ước lượng âm thanh, Đại tá Burke ra lệnh cho các con tàu bẻ lái gấp sang mạn phải để né tránh ngư lôi; chỉ một phút sau, một loạt ngư lôi phát nổ trên sóng các con tàu. Giờ đây, Hải đội Khu trục 23 nổ súng vào đối thủ, đồng thời cơ động để tránh bị bắn trả. Khi các mục tiêu đối phương phân tán để rút lui, Charles Ausburne tiếp tục truy đuổi Yugiri, bắn trúng nó nhiều phát khiến nó cháy suốt từ mũi đến đuôi tàu. Đối thủ tìm cách tăng khoảng cách nhưng cuối cùng bị đánh chìm. Khi trời sáng, hải đội rút lui để không lọt vào tầm hoạt động của các sân bay Nhật Bản tại Rabaul. Trận chiến mũi St. George kinh điển giữa các tàu khu trục kết thúc khi ba tàu đối phương bị đánh chìm và một tàu bị hư hại nặng, trong khi các tàu khu trục Hoa Kỳ không bị hư hại gì.
Trong suốt tháng 12, Charles Ausburne tiếp tục làm nhiệm vụ tuần tra, hộ tống, phòng không và bắn phá nhằm hỗ trợ cho chiến dịch Bougainville. Sau một đợt đại tu ngắn tại Australia, nó quay trở lại khu vực phía Bắc quần đảo Solomon vào ngày 30 tháng 1 năm 1944, và vào ngày 3 tháng 2 lại lên đường cho một nhiệm vụ khác, chống trả một đợt không kích lớn của Nhật Bản để xâm nhập làm nhiệm vụ bắn phá trên bờ biển phía Bắc của Bougainville. Nó tiến hành một loạt các cuộc tuần tra để bảo vệ cho cuộc đổ bộ lên đảo Green, New Guinea, và các đợt càn quét truy tìm tàu bè đối phương cũng như bắn phá cảng Kavieng vào ngày 18 tháng 2, phá hủy hầu hết các cơ sở cảng, sân bay và kho tàng trong đợt này.
Từ ngày 20 đến ngày 24 tháng 2, hải đội càn quét vùng biển đảo New Ireland để truy tìm tàu bè Nhật Bản, đánh chìm một tàu kéo, một tàu rải mìn ven biển, một tàu hàng nhỏ và nhiều sà lan, rồi quay trở lại hộ tống cho các tàu đổ bộ cho đến ngày 5 tháng 3, khi họ lên đường tuần tra về phía Bắc quần đảo Bismarck.

### Chiến dịch quần đảo Mariana
Vào ngày 26 tháng 3 năm 1944, Charles Ausburne gia nhập Đệ Ngũ hạm đội; cùng ngày hôm đó, Đại tá Arleigh A. Burke rời khỏi nhiệm vụ cùng Hải đội Khu trục 23 để nhậm chức Tham mưu trưởng cho Tư lệnh Lực lượng Đặc nhiệm 58 Đô đốc Marc Mitscher. Cùng với lực lượng đặc nhiệm tàu sân bay nhanh, chiếc tàu khu trục lên đường cho cuộc không kích xuống quần đảo Palau cũng như xuống Yap, Ulithi và Woleai từ ngày 30 tháng 3 đến ngày 1 tháng 4, trước khi được tiếp nhiên liệu tại Majuro. Sau đó nó khởi hành cùng đội đặc nhiệm hình thành chung quanh tàu sân bay Yorktown (CV-10), và hỗ trợ trực tiếp cho cuộc đổ bộ lên Hollandia, New Guinea; cũng như không kích xuống Truk và Ponape. Quay trở lại Majuro, nó tham gia các cuộc thực tập huấn luyện nhằm chuẩn bị cho đợt đổ bộ tiếp theo: Chiến dịch quần đảo Mariana.
Charles Ausburne ra khơi để hoạt động trong chiến dịch này từ ngày 6 tháng 6 đến ngày 6 tháng 7, chủ yếu trong vai trò hộ tống các tàu sân bay thuộc Lực lượng Đặc nhiệm 58 khi chúng tung ra các cuộc không kích xuống Tinian, Saipan, Pagan, Guam và Iwo Jima. Các hoạt động này đã vô hiệu hóa các sân bay đối phương và hệ thống phòng thủ các đảo, tạo điều kiện cho các cuộc đổ bộ tại quần đảo Mariana. Chiến tàu khu trục cũng tiến hành bắn phá các công sự phòng thủ tại Guam và hộ tống cho Essex (CV-9) khi chiếc tàu sân bay tiến hành không kích hỗ trợ cho cuộc đổ bộ ban đầu tại Guam và cuộc tiến quân tại Saipan.

### Chiến dịch Philippines và Okinawa
Sau khi được đại tu tại vùng bờ Tây, Charles Ausburne quay trở lại Ulithi vào ngày 5 tháng 11, và cho đến cuối tháng đã bảo vệ cho các tàu sân bay bảo vệ trên không cho các đoàn tàu vận tải đi đến Leyte. Nó chịu đựng không kích ác liệt từ đối phương trong tháng 12, khi từ ngày 19 đến ngày 24 tháng 12 đã hộ tống đoàn tàu vận tải tiếp liệu đi từ vịnh San Pedro đến Mindoro. Chỉ trong ngày 21 tháng 12, bốn đợt không kích đã nhắm vào đoàn tàu, một đợt bao gồm cả những máy bay tấn công cảm tử Kamikaze, hầu hết đều bị đánh trả mà không gây hư hại cho đoàn tàu.
Tiếp tục hỗ trợ cho việc tái chiếm Philippines, Charles Ausburne lại hộ tống các đoàn tàu vận tải khởi hành từ vịnh San Pedro vào ngày 4 tháng 1 năm 1945 để đi lên phía Bắc đến vịnh Lingayen. Lực lượng hộ tống đã chống trả một đợt không kích vào ngày 7 tháng 1, và sau đó Charles Ausburne cùng ba tàu khu trục đã tiếp cận nhanh một mục tiêu phát hiện trên màn hình radar. Tàu khu trục Nhật Bản Hinoki đã bị đánh chìm với tổn thất nhân mạng toàn bộ bởi hỏa lực kết hợp của cả bốn tàu khu trục Hoa Kỳ. Trong các ngày 9 và 10 tháng 1, chiếc tàu khu trục đã hỗ trợ cho cuộc đổ bộ, rồi bắn hải pháo trợ giúp cho cuộc tiến quân của lực lượng trên bờ. Nó quay trở về vịnh San Pedro vào ngày 15 tháng 1, và trong hai tháng tiếp theo đã hộ tống các đoàn tàu tiếp liệu đi đến Lingayen và chung quanh vịnh San Pedro.
Trong cuối tháng 3 và tháng 4, Charles Ausburne đã lại hỗ trợ cho các cuộc đổ bộ lên Panay và Negros, bắn pháo sáng ban đêm và bắn hỏa lực theo yêu cầu xuống Negroes và Parang thuộc Mindanao. Vào ngày 13 tháng 5, nó khởi hành từ vịnh San Pedro để gia nhập trở lại Đệ Ngũ hạm đội, và vào ngày 16 tháng 5 đã đi đến nơi neo đậu Hagushi tại Okinawa. Sau một giai đoạn tuần tra chống tàu ngầm, khi nó đánh trả hai đợt không kích của đối phương, nó đã bảo vệ cho cuộc đổ bộ lên Aguni Shima, rồi từ ngày 23 tháng 6 đảm nhiệm vai trò cột mốc radar canh phòng, một vai trò nguy hiểm được nó đảm đương mà không chịu thiệt hại nào. Chiếc tàu khu trục tiếp tục ở lại khu vực Okinawa cho đến khi Nhật Bản đầu hàng kết thúc xung đột.
Charles Ausburne rời Okinawa vào ngày 10 tháng 9, và về đến Washington, D.C. vào ngày 17 tháng 10 năm 1945, nơi nó được trao tặng danh hiệu Đơn vị Tuyên dương Tổng thống. Sau khi viếng thăm New York, con tàu đi đến Charleston, South Carolina, nơi nó được cho xuất biên chế vào ngày 18 tháng 4 năm 1946 và đưa về thành phần dự bị.

### Zerstörer 6(D 180)

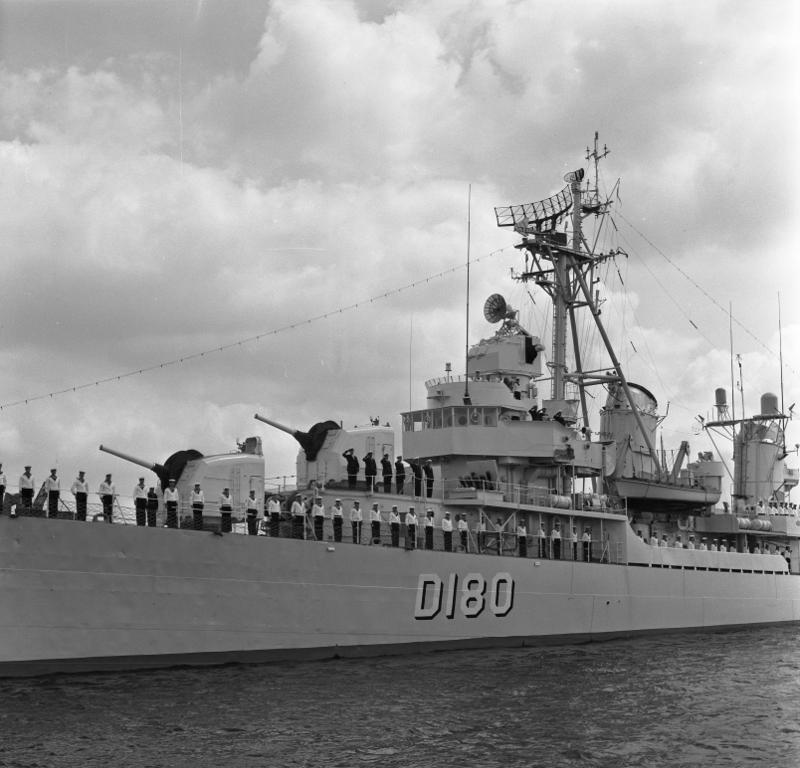
Tàu khu trục Đức Zerstörer 6, năm 1962.

Vào ngày 12 tháng 4 năm 1960, con tàu được chuyển cho Cộng hòa Liên bang Đức mượn, và phục vụ cùng Hải quân Đức như là chiếc Zerstörer 6 (D 180). Tên của Charles Ausburne được rút khỏi danh sách Đăng bạ Hải quân Hoa Kỳ vào ngày 1 tháng 12 năm 1967 để chính thức chuyển cho Đức. Nó ngừng hoạt động vào ngày tháng 10 năm 1968 và bị tháo dỡ sau đó.

## Phần thưởng
Charles Ausburne được tặng thưởng danh hiệu Đơn vị Tuyên dương Tổng thống cùng mười một Ngôi sao Chiến trận do thành tích phục vụ trong Thế Chiến II.